# Darwin-Nasenfrosch

Verbreitung des Darwin-Nasenfroschs in Chile (2009)

Der Darwin-Nasenfrosch (Rhinoderma darwinii) ist ein in Südamerika vorkommender Froschlurch (Anura) aus der Familie der Nasenfrösche (Rhinodermatidae). Der Artname ehrt den britischen Naturforscher Charles Darwin.

## Merkmale
Der Darwin-Nasenfrosch ist ein kleiner Froschlurch; Männchen werden 22 bis 28, Weibchen 25 bis 31 Millimeter groß. Die Färbung ist sehr variabel, wobei der Rücken entweder einheitlich grün, gelb, braun oder eine Kombination dieser Farben mit variablen Mustern ist. Die Unterseite ist meist gelb oder dunkelbraun, zuweilen mit großen Flecken. Der Kopf hat eine dreieckige Form. Charakteristisch ist die spitze Schnauze. Die Kopfform des Frosches erinnert von oben an ein Laubblatt, wodurch er gut getarnt und vor Fressfeinden geschützt ist.

## Verbreitung und Lebensraum
Der Darwin-Nasenfrosch kommt sehr lokal im Süden Chiles und in einigen Grenzregionen zu Argentinien vor. Hauptlebensraum sind kühle, feuchte Wälder und Flussufer bei Temperaturen zwischen 5 und 21 °C. Die Höhenverbreitung reicht vom Meeresspiegel bis auf 1340 Meter.

## Lebensweise
Darwin-Nasenfrösche sind überwiegend tagaktiv. Deckung suchen sie unter Baumstämmen oder im Moos. Als Nahrung dienen Insekten und andere kleine Wirbellose. Die Art hat eine sehr ungewöhnliche Form der Entwicklung. Zunächst legt das Weibchen ca. 40 Eier an feuchten Stellen in der Blattstreu am Erdboden ab. Nachdem das Männchen die Eier befruchtet hat, bewacht es diese in unmittelbarer Nähe. Sobald die Embryonen das Stadium erster Bewegungen erreicht haben (nach ca. 20 Tagen), befördert sie das Männchen in seinen Kehlsack (Schallblase), wo sie nach etwa drei Tagen als Kaulquappen schlüpfen. Bis zu 19 Embryonen wurden in einem Kehlsack gefunden. Als Nahrung des Nachwuchses dient ein zähflüssiges Sekret, das im Kehlsack des Männchens gebildet wird. Die Larven verbleiben bis zu ihrer Umwandlung in kleine Frösche im Maul des Männchens.

## Gefährdung und Arterhaltungsprogramme
Der Darwin-Nasenfrosch wurde von der Weltnaturschutzorganisation IUCN am 17. November 2017 als „endangered = stark gefährdet“ klassifiziert, am 31. Oktober 2021 erfolgte eine Neueinstufung in „critically depleted = kritisch dezimiert“.
Ein internationales Forschungsteam von der Universität Zürich hatte 2017 festgestellt, dass viele Nasenfrösche mit dem Chytridpilz (Batrachochytrium dendrobatidis) infiziert wurden. Obwohl nur wenige an der Krankheit verendete Tiere gefunden werden, stellten die Forscher einen allmählichen Populationsschwund fest. Sie befürchteten daher, dass vom Pilz befallene Populationen innerhalb von 15 Jahren nach einer Infektion aussterben würden. Es ist möglich, dass die Frösche vor einem Jahrzehnt infiziert worden sind und die Auswirkungen erst später sichtbar werden.
Um die Art zu erhalten, unterstützen viele Zoos und Tierschutzorganisationen spezielle Arterhaltungsprogramme, darunter der Zoo Leipzig.

## Nachzuchtprogramm des Londoner Zoos
Auf der Insel Chiloé lebten die Nasenfrösche einst zahlreich in einem Schutzgebiet. Nach dem Auftauchen des Chytridpilzes auf der Insel wurde die Amphibienkrankheit Chytridiomykose ausgelöst. Nach Aussage des London Zoo schrumpfte die Population der Frösche daraufhin um 90 Prozent und die Tiere seien vom Aussterben bedroht. Der Zoo entschloss sich im Dezember 2024 zu einer Rettungsmission. Auf der Insel suchten Mitarbeiter des Zoos nach den Fröschen und identifizierten 53 gesunde Exemplare. Diese wurden von Südchile zunächst sechs Stunden per Schiff und 15 Stunden mit Fahrzeugen über Straßen nach Santiago de Chile und schließlich per Flugzeug nach London transportiert. In speziell entwickelten, klimatisierten Transportkisten kamen alle Frösche gesund in London an. Dort wurde ein Zuchtprogramm begonnen, aus dem sich im Februar 2025 schließlich 33 kleine Darwin-Nasenfrösche entwickelten.